# Piz da las Blais
Piz da las Blais är en bergstopp i Schweiz.   Den ligger i regionen Maloja och kantonen Graubünden, i den östra delen av landet, 190 km öster om huvudstaden Bern. Toppen på Piz da las Blais är 2 930 meter över havet, eller 456 meter över den omgivande terrängen. Bredden vid basen är 7,0 km.
Terrängen runt Piz da las Blais är varierad. Närmaste större samhälle är St. Moritz, 8,2 km söder om Piz da las Blais. 
Trakten runt Piz da las Blais består i huvudsak av gräsmarker. Runt Piz da las Blais är det glesbefolkat, med 14 invånare per kvadratkilometer.